# Chotěnice (Březno)
Chotěnice (německy Kudenitz) jsou zaniklá vesnice v okrese Chomutov. Ležely necelých osm kilometrů jihovýchodně od Kadaně na levém břehu řeky Ohře v katastrálním území obce Březno. Zanikly v roce 1967 zatopením v důsledku výstavby vodní nádrže Nechranice.

## Název
Slovanský název vesnice je odvozen z osobního mužského jména Choten ve významu ves lidí Chotenových. V průběhu dějin se jméno příliš neměnilo a v pramenech se vyskytuje ve tvarech Chotienicze, Kotenitz apod. Podle Franze Josefa Stocklöwa je jméno vsi odvozeno ze skutečnosti, že její obyvatelé chodili strážit cestu podél řeky.

## Historie
U vesnice byly archeologickým výzkumem nalezeny železné strusky z vysoké pece z doby halštatské nebo římské. Jako zdroj nekvalitní železné rudy sloužil pyrit, který se vyskytoval ve zdejších uhelných slojích. V bývalém katastrálním území vesnice byla roku 1967 doložena existence tří raně středověkých sídlišť. První, ze střední až mladší doby hradištní, se nacházelo na severním okraji vesnice u rybníka. Druhé bývalo asi jeden kilometr východně od vesnice na levém břehu Ohře a třetí leželo na poli u silnice do Čachovic.
První písemná zmínka o Chotěnicích pochází z roku 1401, kdy se jméno vesnice objevilo v predikátu Mykess de Chotienicz. Nejpozději od konce patnáctého století Chotěnice patřily k hasištejnskému panství pánů z Lobkovic. Později se staly součástí panství Poláky, které roku 1598 koupil Linhart Štampach ze Štampachu. Jeho dědici Zdeslavu Štampachovi byl po potlačení stavovského povstání v letech 1618–1620 zkonfiskován majetek. Přestože byl evangelík, povstání se nezúčastnil, a roku 1628 proto panství získal zpět, ale vzápětí je prodal Jindřichu Šlikovi a odešel z Čech. Od té doby Chotěnice patřily k Polákům až do zrušení poddanství.
Po třicetileté válce byla vesnice podle berní ruly z roku 1654 v dobrém stavu. Žili v ní tři sedláci, šest chalupníků a jeden poddaný bez pozemků. Sedláci měli celkem jedenáct potahů a chovali jedenáct krav, šest jalovic, 47 ovcí, jedenáct prasat a dvě kozy. Chalupníkům patřilo osm krav, šest jalovic, 21 ovcí, jedenáct prasat a jedna koza. Jeden ze sedláků měl navíc hospodu.
Před polovinou devatenáctého století měla vesnice 86 obyvatel, býval v ní hostinec, mlýn a vrchnostenský dvůr. Jedna z usedlostí patřila k panství Mory. Podobně jako v okolních vesnicích i zde byl otevřen hnědouhelný důl zvaný Václav, ale těžba v něm brzy skončila. Další zmínka o uhelných dolech pochází až z roku 1895. V roce 1882 nebo 1884 obyvatelé Chotěnic a blízkých Běšic založili společný sbor dobrovolných hasičů. Jihovýchodně od vesnice stával panský poplužní dvůr s ovčínem, ke kterému roku 1895 patřilo přes 74 hektarů půdy.
V devatenáctém století u Chotěnic stával most přes Ohři, ale roku 1911 už z něj zůstaly jen zbytky v korytě řeky. Ve stejné době už byl zdejší mlýn vybaven turbínou a dodával do vsi elektřinu. Děti docházely do školy v Čachovicích a kromě hostince zde bývalo řeznictví, obchod a trafika. Živnost provozovali jen švec a krejčová. Jediným větším podnikem zde bývala brusírna umělých briliantů, kde se také ze skla vyráběly broušené, částečně pozlacené kamínky dodávané do Jablonce nad Nisou. Po vypuknutí první světové války byl provoz přestavěn na truhlárnu a později na zámečnictví a kovárnu. Během druhé světové války v dílně pracovalo na vojenských zakázkách asi dvacet lidí.
Při pozemkové reformě bylo z lobkovického velkostatku vyčleněno 32 hektarů půdy, kterou získali čeští usedlíci, jejichž počet postupem času klesal. Zánik vesnice je spojen s výstavbou vodní nádrže Nechranice, která začala v roce 1961. Pozůstatky Chotěnic byly zaplaveny v letech 1967–1968, kdy probíhalo napouštění přehradního jezera.

## Přírodní poměry
Chotěnice stávaly v Mostecké pánvi na levém břehu Ohře v nadmořské výšce okolo 250 metrů a jejich katastrální území měřilo 168 hektarů. Místo, kde vesnice stála, se nachází ve vodou zaplavené jihozápadní části katastrálního území Březno u Chomutova. K mlýnu vedl náhon od chotěnického jezu. Koryto náhonu vytvářelo v řece ostrov, na kterém bývala dvacetihektarová chmelnice. Ze třicátých let dvacátého století se dochovaly zprávy o vytváření ledových bariér na Ohři, které způsobovaly záplavy okolní krajiny.

## Obyvatelstvo
Při sčítání lidu v roce 1921 zde žilo 144 obyvatel (z toho 71 mužů), z nichž byli tři Čechoslováci, 140 Němců a jeden cizinec. Kromě pěti evangelíků byli římskými katolíky. Podle sčítání lidu z roku 1930 měla vesnice 108 obyvatel: jednoho Čechoslováka a 107 Němců. Až na čtyři evangelíky se ostatní hlásili k římskokatolické církvi.
|           | 1869 | 1880 | 1890 | 1900 | 1910 | 1921 | 1930 | 1950 | 1961 |
| --------- | ---- | ---- | ---- | ---- | ---- | ---- | ---- | ---- | ---- |
| Obyvatelé | 98   | 134  | 105  | 107  | 133  | 144  | 108  | 54   | 39   |
| Domy      | 18   | 21   | 21   | 21   | 22   | 24   | 25   | 20   | —    |

## Obecní správa
Po zrušení patrimoniální správy se Chotěnice roku 1850 staly samostatnou obcí, ale při sčítání lidu v roce 1869 už byly osadou Čachovic, kterou zůstaly až do svého zániku. Jako část obce byly zrušeny 1. dubna 1967.